# Национални парк Фрушка гора
Национални парк Фрушка гора се налази у Војводини, у Србији, недалеко од Новог Сада. Године 1960. је проглашен националним парком.
Највиши врх је Црвени чот (539 m), а најзначајнији туристички центар Иришки венац. Пружа се дуж десне обале Дунава, дуга 78, а широка 15 km. Стварање планине почело је у мезозоику, пре 90 милиона година; научници је називају „огледало геолошке прошлости“. На њој су пронађене 164 животињске фосилне врсте, старе око 123 милиона година. Флору Фрушке горе чини око 1500 биљних врста.
Фрушка гора богата је шумама храста, граба, букве, липе и другог дрвећа, са заштићених преко 50 биљних врста.
На планини постоји и више археолошких налазишта (неолит, бакарно, бронзано и римско доба), као и стари фрушкогорски манастири (укупно 17), настали од краја 15. до 18. века, познати по специфичној архитектури, богатим ризницама, библиотекама и фрескама. Средиште управе Националног парка је у Сремској Каменици.

## Назив
Назив националног парка потиче од назива истоимене планине, а сам назив Фрушка гора носи у свом придевском облику етноним „Фруг“ у значењу Франак (Франачка држава се крајем 8. и почетком 9. века простирала све до наших крајева), те на тај начин име ове планине чува успомену на стање из давних времена.

## Флора и фаунa
На простору националног парка расте преко 1.500 биљних врста, од чега највећи проценат са скоро 90% удела укупне флоре чине скривеносеменице са 36 врста, од којих су неке заштићене као природне реткости. Сем њих на простору се може наћи и око 700 врста лековитих биљака.
Гљиве су на Фрушкој гори доста заступљене, са око 2.000 регистрованих врста.
Водоземаца и гмизаваца је регистровано 23 врсте, од којих је најзначајнија отровница шарка (Vipera berus), сисари су заступљени са 60 врста у 16 фамилија, док је фауна бескичмењака прилично слабо истражена.
Птице су на Фрушкој гори присутне са око 220 врста, од чега је један део птице селице, које се кратко задржавају, а постоји и значајно присуство већег броја врста птица грабљивица.

## Географија
Парк чини усамљена острвска планина у Панонској низији. Према југу и северу Фрушка гора је јако разуђена планинским и речним токовима, при чему се од главног уског гребена пружају појединачни, бочни гребени, најчешће са врло стрмим падинама. Северна падина Фрушке горе је стрмија у односу на јужну, услед подсецања Дунава. Такође, лесна зараван која окружује Фрушку гору, мање је ширине и моћности на северној страни, услед поменутих прилика.
Хидрографска мрежа Фрушке горе је веома густа и релативно правилно распоређена, на шта утиче и релативно велика количина падавина на годишњем нивоу. Фрушкогорски потоци носе највеће количине воде у пролеће и касну јесен, док највећи број потока пресушује средином лета и остаје такав до средине јесени.

### Врхови
На Фрушкој гори постоји девет врхова који прелазе надморску висину од 500 метара:
- Црвени чот (539 m)
- Павласов чот (531 m)
- Исин чот (522 m)
- Иришки венац - ТВ торањ (516 m)
- Црвена кречана (512 m)
- Иришки венац - споменик (509 m)
- Лединачки црни чот (507 m)
- Краљева столица (502 m)
- Плетена анта (500 m)

### Географско-туристички положај
Национални парк Фрушка гора има повољан туристичко-географски положај. Преко Новог Сада и Београда је саобраћајно добро повезан путним правцима: Нови Сад-Београд, Нови Сад-Рума-Шабац, Нови Сад-Бачка Паланка-Илок-Шид, Нови Сад-Београд-Нештин-Илок, и неколико саобраћајница нижег реда које попречено пресецају планину. На свим путним правцима постоје, углавном сталне аутобуске линије. Што се тиче железничког саобраћаја, постоји железничка пруга Суботица-Нови Сад-Београд, која се од Београда рачва према Нишу и Бару. Аутобуска и железничка станица у Новом Саду удаљена је од Фрушке горе 15 km, а од Београда 50 km. Аеродром Сурчин (Београд) налази се на 55 km од Националног парка.
Пашњаци и плодно земљиште, виногради и воћњаци, обогаћују падине и ниже делове Фрушке горе, док су површине које се налазе висинама изнад 300 метара надморске висине покривене густим, листопадним шумама.

### Манастири Фрушке горе
На Фрушкој гори постоји око 20 манастира.  Сви ти манастири потичу из 13/14. века. Најмлађи манастир на Фрушкој гори је манастир Врањаш, који се налази између села Манђелос и Гргуревци. Манастир је саграђен 2014. године.
Неки  од манастира су
- Мала Ремета
- Крушедол
- Бешеново
- Врдник
- Јазак
- Велика Ремета
- Ново Хопово

Мошти Светог Теодора Тирона чувају се у манастиру Ново Хопово,  и то су најстарије мошти неког светитеља у Србији.

## Галерија
- Информативни центар Националног парка Фрушка гора
- Млада шума